# أثر المهاجرين غير الشرعيين على اقتصاد الولايات المتحدة
إن الأثر الاقتصادي للمهاجرين غير الشرعيين في الولايات المتحدة أمر يصعب قياسه، كما أنه محل للنزاع السياسي.

## المهاجرون غير الشرعيين

### عدد المهاجرين غير الشرعيين
بلغ عدد المهاجرين غير الشرعيين المقيمين في الولايات المتحدة - وفقًا لتقدير مركز بيو الإسباني للأبحاث في ديسمبر 2012 - 11.1 مليون نسمة منذ مارس 2011. ويشير ذلك إلى عدم تغير هذا العدد عن العامين السابقين لتاريخ هذا التقدير، وإلى استمرار التراجع الحاد في عدد المهاجرين غير الشرعيين بعد وصوله ذروته في عام 2007 ببلوغه 12 مليون نسمة. وقد كان هذا التراجع أول انخفاض كبير بعد عِقدين من التزايد وصولاً إلى عام 2007.
يرجع السبب الأساسي في هذا الانخفاض إلى تراجع عدد المهاجرين الجدد النازحين من المكسيك، والتي تُعَد أكبر مصدر للمهاجرين إلى الولايات المتحدة. فقد توقف صافي الهجرة من المكسيك إلى الولايات المتحدة، بل وربما انعكس اتجاهه أيضًا، منذ عام 2010. وقد بلغ هذا الصافي في ذروته عام 2000 نحو 770
ألف مهاجر سنويًا من المكسيك، وصل أغلبهم بشكل غير شرعي. وبحلول عام 2010، انخفض تدفق المهاجرين إلى داخل الولايات المتحدة ليصل عددهم إلى حوالي 140 ألف، وصل أغلبهم كمهاجرين غير شرعيين.
ذكرت إحدى مجموعات الأبحاث التي تتناول موضوع الهجرة أن عدد المهاجرين غير الشرعيين في الولايات المتحدة بلغ 12.5 مليونًا في أغسطس 2007 في ذروته. وقد انخفض هذا العدد بمقدار 1.3 مليون ليصل إلى 11.2 مليونًا بحلول يوليو 2008 (11%)، إما بسبب ارتفاع مستوى تنفيذ القانون أو انخفاض عدد فرص العمل. ووفقًا لتقديرات وزارة الأمن الوطني في عام 2009، انخفض عدد المهاجرين غير الشرعيين غير المصرح لهم بالهجرة، الذين يعيشون في الولايات المتحدة، ليصل إلى 10.8 ملايين في يناير 2009 بعد أن كان 11.6 مليونًا في يناير 2008. وبين عامي 2000 و2009، زاد هذا العدد بنسبة 27 في المائة.
ينجب عدد من المهاجرين غير الشرعيين أطفالاً بمجرد وصولهم إلى الولايات المتحدة، الأمر الذي يجعل من هؤلاء الأطفال مواطنين أمريكيين، وبالتالي لا يدخلون في عداد الأطفال غير الشرعيين في الولايات المتحدة.
وإذا أردنا إجراء مقارنة، يمكن القول إن القوى العاملة المدنية الأمريكية قد وصلت في سبتمبر 2012 إلى حوالي 155 مليون نسمة، وذلك مقارنةً بتعداد السكان في الولايات المتحدة البالغ نحو 315 مليون نسمة.

### توزيع المهاجرين غير الشرعيين حسب الدولة
في الفترة ما بين عامي 2000 و2007، شهدت جورجيا أسرع معدل نمو حيث زاد عدد المهاجرين فيها بنسبة 152%. كما زاد هذا العدد في كاليفورنيا، التي تستقبل أكبر عدد من المهاجرين، بنسبة 10.2%؛ وفي فلوريدا بنسبة 16.7%؛ وتكساس بنسبة 32.7%. وتضم أريزونا أكبر عدد من المهاجرين غير الشرعيين مقارنةً بالولايات الأمريكية الأخرى. وتبلغ نسبة مساهمة هؤلاء المهاجرين في القوة العاملة 12%. وهم يعوضون النقص في المجالات التي ينخفض فيها الطلب على الوظائف بين العاملين الأمريكيين بسبب انخفاض أجور هذه الوظائف. ووفقًا لتقرير اتحاد مزارعي الخضراوات والفاكهة في جورجيا لعام 2010، عانى مزارعو هذه الولاية من اللائحة الجديدة للولاية التي تنص على الإبلاغ عن المهاجرين غير الشرعيين، وعدم استئجارهم. فخسر المزارعون أكثر من 50% من القوة العاملة والمحاصيل بسبب نقص الأيدي العاملة.

### توزيع دخول المهاجرين غير الشرعيين
يتركز المهاجرون إلى الولايات المتحدة إما في أعلى مستويات الدخل أو أدناها بسوق الأيدي العاملة الأمريكية، ويتحدد ذلك بقدر التعليم الذي يتمتعون به. في عام 2004، ضم المستوى الأدنى للأجور عاملين يبلغ نصفهم من العمر 25 عامًا أو أكثر، وكانوا ممن لا يحملون شهادة جامعية وترجع أصولهم إلى المكسيك أو أمريكا الوسطى. وقد تم تعيين هؤلاء العاملين في وظائف تتطلب قدرًا بسيطًا من التعليم الرسمي، مثل أعمال البناء وغسل الصحون. وكان متوسط دخلهم أقل بكثير من متوسط دخل أبناء البلد.